# Kristmann Guðmundsson
Kristmann Guðmundsson (ur. 23 października 1901 w Þverfell koło Borgarfjörður, zm. 20 listopada 1983 w Reykjavíku) – islandzki pisarz.

## Życiorys
W dzieciństwie został wcześnie osierocony i dorastał w bardzo trudnych warunkach materialnych. W młodości pracował w różnych zawodach. W 1924 opuścił Islandię i wyjechał do Norwegii, pragnąc stać się sławnym pisarzem. Do 1938 żył naprzemiennie w Oslo i w Kopenhadze, a potem powrócił do Islandii.

## Twórczość
Był autorem poczytnych współcześnie powieści historycznych, rodzinnych i romansów, które pisał głównie w języku norweskim. Amatorsko pisał dzieje literatur światowych. Stworzył też własną autobiografię w bulwarowym stylu. 
Jego główne dzieła to:
- Islandzkie romanse (Islandsk Kjærlighet, 1926)[1],
- Brudekjolen (1927),
- Niebieskie wybrzeże (Den blå kyst, 1931)[1],
- Det hellige fjeld (1932),
- Hvite netter (1934),
- Poranek życia (Livets morgen, 1936)[1],
- Lampen (1936),
- Gudinnen og oksen (1938),
- Przedwiośnie (Den første vår, 1940)[1],
- Þokan rauða (1950).